# アルファ・ペンドゥラール

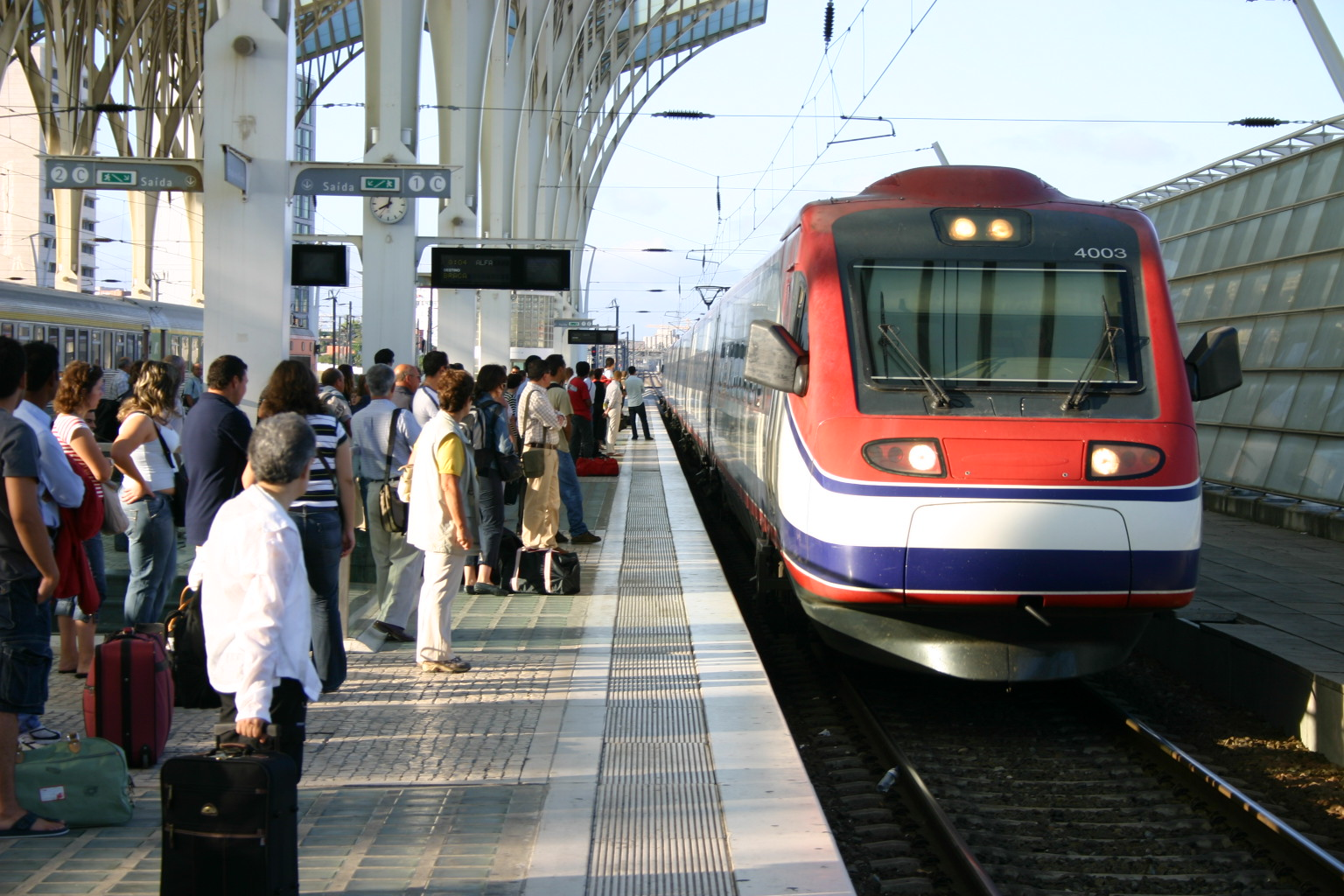
リスボン・オリエンテ駅のAlfa Pendular

アルファ・ペンドゥラール（Alfa Pendular）はポルトガル鉄道（CP）が運行する高速列車である。首都リスボン起点に、北方向がコインブラ、ポルト、ブラガ、南方向がファロなどポルトガルの主要都市を結んでいる。最高速度は220km/hで他の西ヨーロッパ諸国の高速列車と比較するとそれ程高速ではないが、車体傾斜式電車の高い性能を生かして従来の列車に比べ大幅に曲線での速度が向上した。
アルファ・ペンドゥラールはジョルジェット・ジウジアーロが設計したイタリアのフィアット（現アルストム）のETR460ペンドリーノをベースとしており、6両1編成の単位で運行されている。編成の出力は4.0MW。
ポルトガル鉄道は標準軌ではなく、レンフェ（スペイン国鉄）などと同じ広軌のため、台車などはポルトガル向けに再設計されている。列車はポルトガルのアマンドラの工場でアルストムによって組み立てられた。